# Лил Джон
Джонатан Мортимър Смит (на английски: Jonathan Mortimer Smith), по-известен със сценичното си име Лил Джон (на английски: Lil Jon), е американски рапър, актьор и музикален продуцент, член на групата Lil Jon & the East Side Boyz. Лил Джон формира групата през 1997 година и тя издава няколко албума оттогава до 2004 година. Отделно от нея той продуцира много други хитови сингли.

## Живот и кариера
Лил Джон е роден и израснал в Атланта, Джорджия. Учи в гимназия „Дъглас“, а по-късно завършва щатския университет в Охайо през 1993 г., след което се мести обратно в Атланта, за да започне официално музикалната си кариера. Заедно с Лил Сам (Lil Sam) и Лил Бо (Lil Bo) основава триото „Lil Jon & the Eastside Boyz“. Въпреки ангажиментите си като изпълнител и продуцент на групата, Джон се изявява и като диджей в най-различни клубове по целия свят.
Между 1993 и 2000 г. работи за „So So Def Recordings“. „Лил Джон & Момчетата от Източната част“ (от англ. East Side Boyz – бел.ред.) подписват договор с базирания в Атланта лейбъл „Mirror Image Records“ и техен разпространител стават „Ichiban Records“. През 1997 г. дебютират с албума „Get Crunk, Who U Wit: Da Album“. В него са включени синглите „Who U Wit?“ и „Shawty Freak a Lil' Sumthin'“, втория от които излиза през 1998 г. И двата сингъла влизат в класацията на Билборд за най-горещите R&B/Hip-Hop песни, съответно на 70-а и 62-ра позиции.
Под шапката на „BME Recordings“ през 2000 г. излиза вторият им албум, озаглавен „We Still Crunk“. Първият сингъл „I Like Dem Girlz“ става хит, достигайки 55-а позиция в R&B чарта, а в ежеседмичния „Hot Rap Tracks“ застава на 3-то място.
Бандата подписва с „TVT Records“ през 2001 г., дебютирайки в новия лейбъл с „Put Yo Hood Up“, който съдържа в себе си както издавани парчета, така и нови. Първият им сингъл, станал популярен из цяла Америка, е „Bia' Bia'“, песен, посветена и написана за приятелката на Лил Джон по това време. Като гост-изпълнители се появяват рапърите Лудакрис (Ludacris), Ту Шорт (Too $hort), Биг Кеп (Bigg Kapp), както и рап изпълнителката Чайна Уайт (Chyna Whyte). „Bia' Bia'“ достига 97-о място в чарта „Горещите 100“ и 47-о в R&B чарта на Билборд.
През 2002 г. групата издава албума „Kings of Crunk“, който я популяризира в цял свят. Първият сингъл „I Don't Give A...“, в който гост-изпълнители са Мистикъл и Крейзи Боун, достига 50-а позиция в R&B чарта. Следващият им сингъл е колаборация с друга рап група от Атланта – Близнаците Ин и Ян (от анг. Ying Yang Twins – бел.ред), озаглавен „Get Low“ и веднага става популярен в цялата страна – диджеите по нощните клубове го въртят нон-стоп и той достига топ десет на „Горещите 100“.
Следва албумът „Crunk Juice“ през 2004 г., начело с клубния запис „What U Gon' Do“, в който гост-изпълнител е Лил Скрапи (Lil Scrappy). „What U Gon' Do“ достига 22-ра позиция в „Горещите 100“, 13-а в R&B и 5-а в Hip-Hop. Следва мелодичната „Lovers & Friends“ с участието на Ъшър и Лудакрис (Ludacris), която застава на 1-во място в Rap класацията, на 2-ро в R&B и се установява за постоянно на 3-та позиция в „Горещите 100“ – най-популярния и зачитан Билборд чарт, в който участие взимат само най-слушаните песни от най-различни музикални стилове.
През 2006 г. се разделя с 'Ийст Сайд' момчетата, за да започне солова кариера. Започва да работи по солов проект, наречен „Crunk Rock“, през месец май на същата година, като почти сам продуцира и организира всичко. Въпреки всичко албумът е много очакван и заради прогнозираните милиони продажби, ръководството на лейбъла отказва да отстъпи правата и проектът е замразен. Неочаквано „TVT Records“ обявява банкрут по-късно същата година и Лил Джон подава мултимилионен съдебен иск срещу тях, заради неспазени клаузи по договора му. В крайна сметка обаче го оттегля, след като ръководството се съгласява да го трансферира в „The Orchard“, като същите го освобождават от всякакви задължения, засягащи правата му над „Crun Rock“. Албумът излиза успешно през 2010 г.
Паралелно с музикалната си кариера, Лил Джон се занимава с няколко различни видове бизнес – през 2002 г. пуска собствена енергийна напитка наречена „Crunk!“, която достига рекордните 15 милиона долара от продажби през 2008. Освен талантлив музикант, Джон е и талантлив бизнесмен – пуска собствена линия очила на марката „Oakley“, отваря своя винарна, наречена „Little Jonathan Winery“, в която се произвеждат Мерло, Шардоне, Каберне Совиньон, и заедно с групата си работи над проекта „Lil' Jon and The East Side Boyz American Sex Series“, чрез който реализират и печеливша порно поредица. И успява да направи всичко това в рамките само на една година – 2004. Списание „Форбс“ (Forbes) през 2008 г. съобщава, че през същата година приходите на Лил Джон възлизат общо на 11 милиона щатски долара.

## Албуми
| Година | Соло                           |
| ------ | ------------------------------ |
| 2010   | Crunk Rock                     |
| Година | Със The East Side Boyz         |
| 1997   | Get Crunk, Who U Wit: Da Album |
| 2000   | We Still Crunk!!               |
| 2001   | Put Yo Hood Up                 |
| 2002   | Kings of Crunk                 |
| 2003   | Certified Crunk                |
| 2003   | Part II                        |
| 2004   | Crunk Juice                    |
| 2010   | Crunk Rock                     |

## Солова кариера
Той е известен и като музикален продуцент. Негово дело са хитовите парчета „Salt Shaker“ на Ying Yang Twins, „Yeah!“ на Usher, „Freek-a-Leek“ на Petey Pablo, „Shorty Wanna Ride“ на Young Buck, „Shake That Monkey“ на Too Short, „Let’s Go“ на Trick Daddy, и „Girlfight“ на Brooke Valentine.

## Филмография
- 2004: Купон на борда
- 2005: Да станеш шеф
- 2005: Хип-хоп сладурани: Лас Вегас
- 2006: Романтичен филм
- 2006: Страшен филм 4
- 2007: Class of 3000
- 2008: Дим и огледала
- 2009: Пич, оправи ми колата! международно
- 2010: Freaknik: The Musical

## Личен живот
Лил Джон е голям фен на Atlanta Thrashers. В блога на NHL.com той пише, че неговият син играе хокей на лед.
През 2007 година Лил Джон влиза в книгата на Гинес като притежател на най-големия диамантен накит „Crunk Aint Dead“. 73-каратовият диамантен аксесоар, който е допълнен с 18-каратово бяло и жълто злато, е оценен на $500 000. Размерът 15,2 х 19 cm и дебел 2.5 cm. Диамантеният рапър също е известен със своята чаша с диаманти, на която пише PIMP, която за рапърите означава много повече от „сводник“.